# Stephan Marienfeld

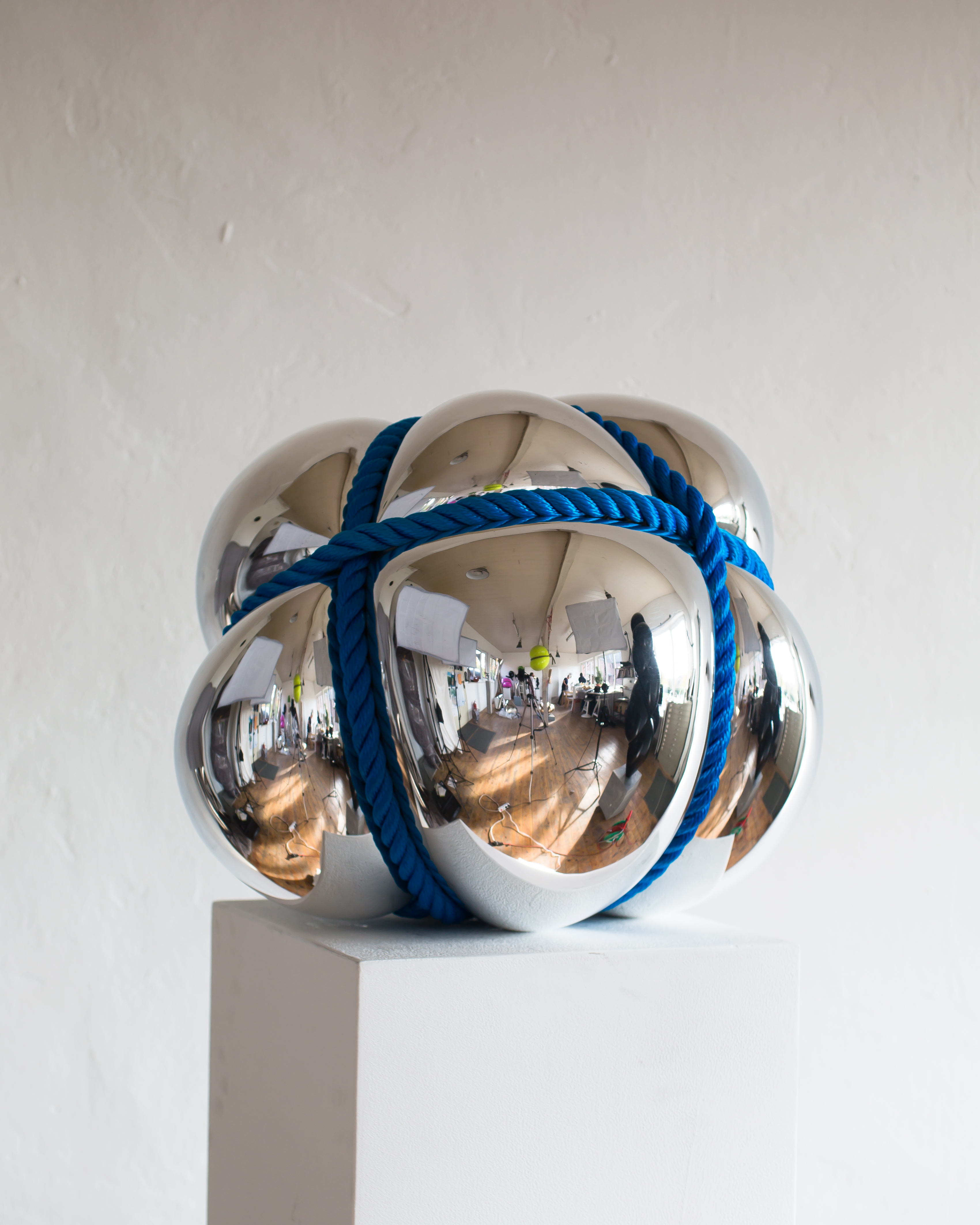
BONDAGE

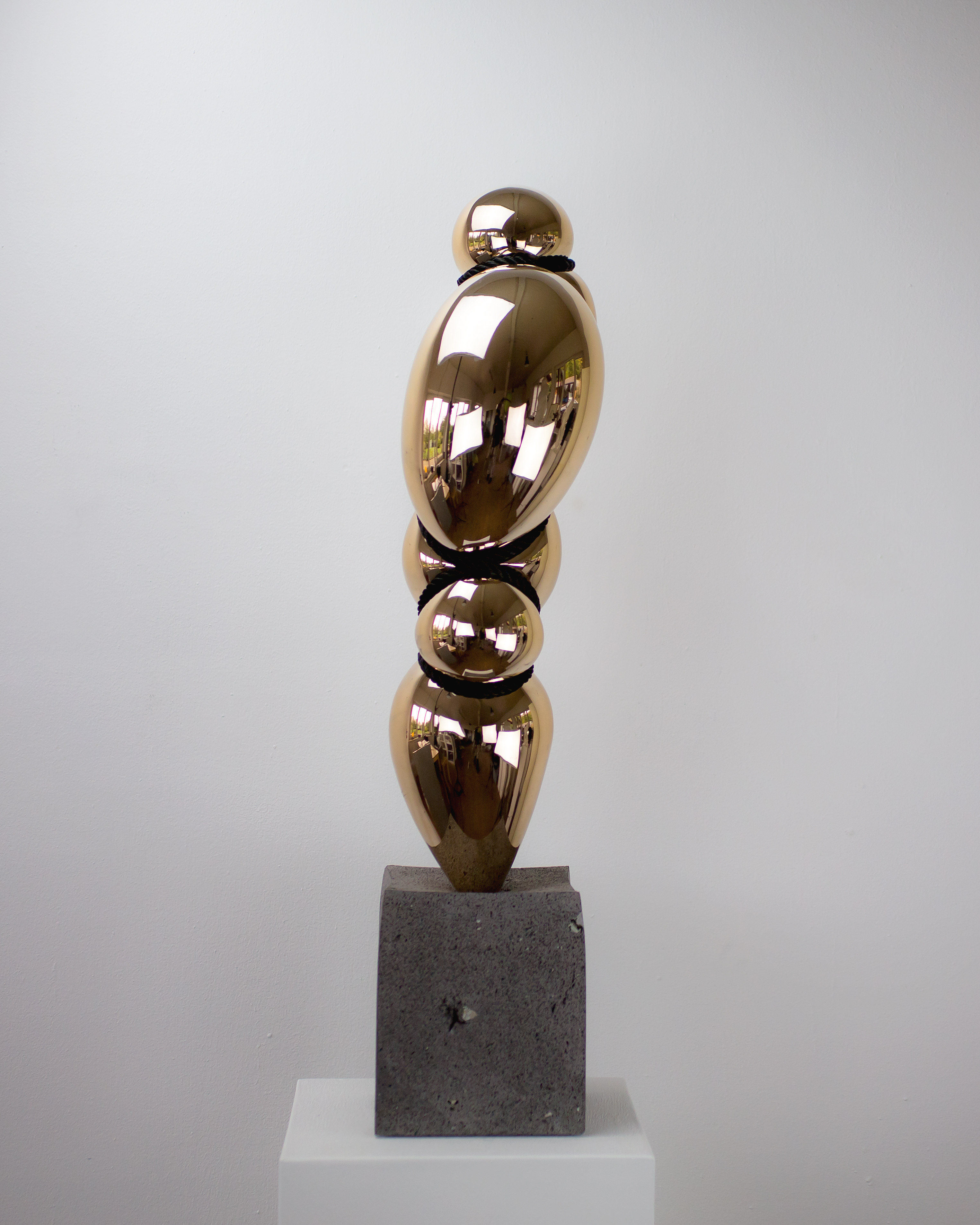
BLOW UP II

Stephan Marienfeld (* 24. Dezember 1966 in Hattingen) ist ein deutscher Bildhauer.

## Leben
Der ausgebildete Steinbildhauer Stephan Marienfeld arbeitete zehn Jahre lang als Assistent und Atelierleiter von Tony Cragg in Wuppertal, setzte dessen Entwürfe um und war an der Umsetzung bekannter Kunstwerke beteiligt. Von 2003 bis 2006 lehrte Marienfeld an der Freien Kunstakademie in Essen. Marienfeld lebt und arbeitet heute in Hattingen an der Ruhr.

## Werk
Arbeiten Marienfelds sind geprägt vom Spiel mit dem Material.
Der künstlerische Durchbruch gelang Stephan Marienfeld mit seiner Werkgruppe „Dislike“. Die aus unterschiedlichen Materialien und Farben bestehenden Skulpturen werden an Wände, Bäume oder Säulen gebunden. Die Skulptur scheint dabei fliehen zu wollen, und nur das Seil hält sie davon ab. Entgegen der heute in sozialen Medien massenhaft gedankenlos verteilten „Likes“ stehen die „Dislikes“ von Stephan Marienfeld für Individualität. Die scheinbar eigenwilligen Skulpturen sind mit ihrer charakteristischen Form und den grellen Farben ein Statement gegen Uniformität.
Einige Dislikes lassen sich in und an öffentlichen und privaten Gebäuden in deutschen Städten entdecken. Zur Biennale in Venedig 2019 flankierten außerdem zwei Skulpturen den Eingang zum Palazzo Mora mit der Ausstellung „Space, Time and Existence“. Auch bei der renommierte Schweizerische Triennale der Skulptur in Bad Ragaz 2021, finden sich Stephan Marienfelds "Blow-up"-Skulpturen, zum Teil an Bäume geschnürt, wieder.
International bekannt machte Stephan Marienfeld die Werkserie „Bondage“. Der Titel deutet auf die Kunst des Schnürens hin und verleiht damit den Skulpturen eine erotische Konnotation. In diesem Sinne können die Arbeiten als Neuinterpretation der Gattung Akt gesehen werden. Übersetzt bedeutet Bondage aber auch Zwang oder Knechtschaft. Der scheinbare Ausbruchskampf der Skulptur thematisiert dementsprechend ebenso die Beherrschung von Material – ein maßgebliches Thema aller Arbeiten Marienfelds. Das Spiel zwischen Spannung und Wölbung lässt die harten Materialien weich und formbar wirken, wie z. B. auch in der Werkserie „Blow up“ oder in der Installation „Now“. "Großflächig treten hier die Wölbungen über die Schnürungen und Seile hinaus, als ob die Skulptur von innen aufgeblasen worden wäre. Wieder ist es das Spiel des Lichtes in den Wölbungen, die Stephan Marienfeld besonders interessiert. Durch die vertikale Ausrichtung assoziiert der Betrachter teils menschliche Formen und Figuren. Jede Skulptur wird zum eigenen Charakter."
Auch in seinen weiteren Werkgruppen spielt Stephan Marienfeld mit der Bedeutung und optischen Veränderung von Material. Dabei nutzt er Porzellan, Polyester, Bronze, aber auch Beton und Aluminium, wie in den Serien „Cubes“ und „Cans“.

## Auszeichnungen (Auswahl)
- 2001: Kunstpreis der Stadt Hollerfeld[1]
- 2002: Kunstpreis der Stadt Neuss[1]
- 2002: Kunstpreis der Stadt Korschenbroich[8]
- 2005: Kunstpreis der Stadt Hattingen[12]
- 2011: Ennepe-Ruhr-Kunstpreis, 3. Platz,[13]
- 2013: nominiert für DEW 21-Kunstpreis[14]
- 2015: nominiert für Ennepe-Ruhr-Kunstpreis[15]
- 2015: nominiert für Rhine-Price[16]
- 2016: nominiert für BLOOM-Award[17]
- 2017: nominiert für den Ennepe-Ruhr-Kunstpreis[18]

## Ausstellungen (Auswahl)
- 2003: Stadtmuseum Hattingen
- 2007: Kunstverein Hattingen
- 2008: Kunsthal Rotterdam
- 2010: Zeche ‚Unser Fritz‘, Herne
- 2011: Kunstverein Lemgo
- 2012: Burg Lüdinghausen
- 2012: Kunstverein Ahaus
- 2013: Stadtwerke Witten
- 2014: Pinakothek der Moderne, München
- 2019: Palazzo Mora, Venedig

Quelle

## Museen und Sammlungen (Auswahl)
- Clingenbosch/Museum Voorlinden, Wassenaar, NL
- Museum im Glaspalast, Augsburg
- Pinakothek der Moderne, München
- Das Kleine Museum, Weißenstatt am See
- Baywobau AG, München
- National Bank AG, Essen
- ECC European Cultural Centre, NL-Amsterdam
- CALDIC Collection, NL-Wassenaar, HWG eG Hattingen, Volksbank Sprockhövel

Quelle

## Belege
1. 1 2 3 4  ABOUT – Stephan Marienfeld // Sculptures. Abgerufen am 12. Februar 2020 (deutsch).
2. ↑  Stadt Ahaus: Stephan Marienfeld - Field of Vision. Hrsg.: Stadt Ahaus. Ausstellungsblatt Nr. 51. Ahaus, S. 1 (stadt-ahaus.de [PDF]).
3. ↑  Barteczko/Pielorz: VON DER KUNST, KUNST ZU SCHENKEN. In: RuhrkanalNEWS®. 15. Oktober 2019, abgerufen am 23. September 2021 (deutsch).
4. ↑  DISLIKE – Stephan Marienfeld // Sculptures. Abgerufen am 1. Februar 2020 (deutsch).
5. ↑  Michael Brandhoff: Die Kunst des Hattingers Stephan Marienfeld ist fesselnd. 28. April 2019, abgerufen am 1. Februar 2020 (deutsch).
6. ↑  2019 ART. Abgerufen am 1. Februar 2020.
7. ↑  Gruner + Jahr GmbH (Hrsg.): ART das Kunstmagazin. August 2021, Nr. 8. Gruner + Jahr GmbH, 27. Juli 2021, ISSN 0173-2781, S. 78.
8. 1 2 3  Stephan Marienfeld | Moderne Kunst in Duesseldorf. Abgerufen am 12. Februar 2020 (deutsch).
9. ↑  STEPHAN MARIENFELD. Abgerufen am 23. September 2021.
10. ↑  Leo Marienfeld: BLOW UP. Abgerufen am 23. November 2020.
11. ↑  Marienfeld, Stephan bei ars mundi - Die Welt der Kunst. Abgerufen am 1. Februar 2020.
12. ↑  Archiv Wechselausstellungen | Stadt Hattingen. Abgerufen am 12. Februar 2020.
13. ↑  EN-Preis für eine Unbekannte IKZ-online.de, abgerufen am 10. Februar 2020
14. ↑  DEW21 Kunstpreis 2013 – DEW21. Abgerufen am 12. Februar 2020.
15. ↑  Ennepe-Ruhr-Kreis - Kunstpreis Ennepe-Ruhr: Preisvergabe am Dienstag im Kreishaus - Pressemitteilung. Abgerufen am 12. Februar 2020.
16. ↑  Marienfeld, Stephan. Abgerufen am 12. Februar 2020 (deutsch).
17. ↑  Stephan Marienfeld. In: Galerie NOAH. Abgerufen am 12. Februar 2020 (deutsch).
18. ↑  Kunstpreis Ennepe-Ruhr: 20 Teilnehmer ausgewählt. 17. Mai 2017, abgerufen am 12. Februar 2020 (deutsch).

| Personendaten    | Personendaten       |
| ---------------- | ------------------- |
| NAME             | Marienfeld, Stephan |
| KURZBESCHREIBUNG | deutscher Bildhauer |
| GEBURTSDATUM     | 24. Dezember 1966   |
| GEBURTSORT       | Hattingen           |